# Здравец (хижа, област Русе)
Вижте пояснителната страница за други значения на Здравец.
Хижа „Здравец“ е разположена в района на Образцов чифлик, край град Русе, в дъбова гора.
Състои се от 3 едноетажни, монолитни сгради, основно реконструирани и устроени за хижа от туристическо дружество „Приста“, гр. Русе, през 1982 г. Общият капацитет на сградите е 40 места за нощуване. Местността е осеяна с хубави поляни сред широколистни гори. През снежни зими има удобни терени за ски.
Изходно място – Образцов чифлик (16 км от Русе), докъдето има редовна автобусна връзка (№ 33) с града или през местността Касева чешма, докъдето пътува автобусна линия № 10.